# Leuenbergeria
Sous-famille
Genre
Leuenbergeria est un genre de cactus, plante de la famille des Cactaceae. C'est le seul genre de la sous-famille des Leuenbergerioideae.

## Liste des espèces
- Leuenbergeria aureiflora
- Leuenbergeria bleo
- Leuenbergeria guamacho
- Leuenbergeria lychnidiflora
- Leuenbergeria marcanoi
- Leuenbergeria portulacifolia
- Leuenbergeria quisqueyana
- Leuenbergeria zinniiflora

## Publications originales
- Mayta L. & Molinari-Novoa E.A., 2015. L'intégration du genre Leuenbergeria Lodé dans sa propre sous-famille, Leuenbergerioideae Mayta & Mol. Nov., subfam. nov. Succulentopi 12: 6-7.
- Joël Lodé, 2012. Leuenbergeria, un nouveau genre de cactées. Cactus-Aventures International 97: 26–27.